# Hrabstwo Salt Lake

Piramida wieku hrabstwa

Hrabstwo Salt Lake (ang. Salt Lake County) – hrabstwo w stanie Utah w USA. Zajmuje powierzchnię lądową 1 909,81 km². Według szacunków US Census Bureau w roku 2006 liczyło 978 701 mieszkańców. Siedzibą hrabstwa jest miasto Salt Lake City.

## Miasta
- Alta
- Bluffdale
- Cottonwood Heights
- Draper
- Herriman
- Holladay
- Midvale
- Murray
- Riverton
- Salt Lake City
- Sandy
- South Jordan
- South Salt Lake
- Taylorsville
- West Jordan
- West Valley City

## CDP
- Copperton
- Emigration Canyon
- Granite
- Kearns
- Magna
- White City